# Nicolas Varin
Nicolas Varin var en fransk ornamentsbildhuggargesäll verksam under 1700-talets första hälft.
Varin kom till Sverige 1723 tillsammans med en rad andra franska konstnärer som var inkallade för att medverka i slottsbygget. Han var kontrakterad för tre års arbete men han och de andra bildhuggargesällernas kontrakt sades upp efter cirka ett år och istället erbjöds de anställning av slottsbyggnadsdeputationen med fördelaktigare villkor. Varin arbetade huvudsakligen med ornamentsbildhuggning av lister krön och bårder och var sysselsatt vid slottet fram till 1736 varefter han återvände till Frankrike.